# O Sacerdote e o Feiticeiro
O Sacerdote e o Feiticeiro, originalmente título do ensaio do escritor e jornalista Elio Gaspari sobre a ditadura militar brasileira que deu origem à série de dois livros As Ilusões Armadas, veio a ser o título da sua continuação, de três livros: A Ditadura Derrotada, A Ditadura Encurralada e A Ditadura Acabada. A referência é ao general Ernesto Geisel como o Sacerdote e ao general Golbery do Couto e Silva como o Feiticeiro.

## A Ditadura Derrotada
Este livro regride ao nascimento do "sacerdote" e do "feiticeiro" e às suas origens familiares, para a partir daí reconstruir suas histórias e suas carreiras no Exército, na política e na vida. A tônica anticomunista que levou à deposição de João Goulart e as confabulações de um grupo de militares denominado fritadores de bolinhos.
É contado todo o processo de construção dos membros que comporiam o governo de Geisel desde o momento no qual o presidente Emílio Garrastazu Médici o escolheu como seu sucessor até a posse, em 15 de março de 1974. O início do governo de Geisel enfrentou muitos problemas, como a crise do petróleo de 1973, a mudança das relações diplomáticas quando o império colonial português ruiu, o aumento da inflação e o revés do milagre brasileiro, entre outros.
A derrota à qual o livro se refere é aquela que o governo sofreu nas eleições para o Senado Federal e a Câmara dos Deputados, quando o partido da oposição (o MDB) ganhou muitas cadeiras, embora continuasse minoritário e deixou o partido do governo (a ARENA) sem condições para votar projetos importantes.

## A Ditadura Encurralada
Este livro relata a continuação dos problemas do governo de Geisel e sua constante hesitação entre continuar a abertura política e manter a ordem no país, mesmo que dando continuidade a um sistema ditatorial. O livro trata de diversos problemas, como: a postura do Brasil em relação à independência das antigas colônias portuguesas; as negociações nucleares com a Alemanha; os casos de tortura e desaparecimento de ativistas de esquerda; a demissão do general Ednardo d'Ávila Melo do comando do II Exército, após as mortes sob tortura de Vladimir Herzog e Manuel Fiel Filho; os contínuos enfrentamentos com o ministro do Exército, general Sílvio Frota, até a demissão deste em 12 de outubro de 1977, entre outros.
Na política, é contada a cadeia de problemas que levou à construção e proclamação do Pacote de Abril em 1977, entre outros.

## A Ditadura Acabada
Relata os eventos entre a demissão do general Sílvio Frota do posto de ministro do Exército (extinto em 1999) em 12 de outubro de 1977 e o término do governo de Ernesto Geisel, com a entrega da faixa presidencial ao general João Batista de Oliveira Figueiredo em 15 de março de 1979, com um posfácio que se estende até o Atentado do Riocentro em 1981 e o final das existências de Geisel e Golbery, o Sacerdote e o Feiticeiro.[carece de fontes?]